# Попов Валентин Петрович (депутат ВР УРСР)
Валентин Петрович Попов (28 серпня 1929, місто Лебедин, тепер Сумської області — 3 жовтня 2020, смт. Гребінки Білоцерківського району Київської області) — український радянський партійний діяч, 1-й заступник голови Держплану УРСР, заступник міністра економіки України. Депутат Верховної Ради УРСР 11-го скликання. Кандидат у члени ЦК КПУ в 1981—1986 роках. Член ЦК КПУ в 1986—1990 роках.

## Біографія
У 1953 році закінчив Харківський сільськогосподарський інститут імені Докучаєва.
У 1953—1960 роках — старший агролісомеліоратор управління сільського господарства і заготівель; головний агроном машинно-тракторної станції; начальник інспекції по сільському господарству і заготівлях Бродівського району Львівської області.
Член КПРС з 1956 року.
У 1960—1963 роках — 2-й, 1-й секретар Бродівського районного комітету КПУ Львівської області; начальник Бродівського районного виробничого колгоспно-радгоспного управління.
У 1963—1964 роках — завідувач сільськогосподарського відділу Львівського сільського обласного комітету КПУ. У грудні 1964—1970 роках — завідувач сільськогосподарського відділу Львівського обласного комітету КПУ.
У 1970—1971 роках — інспектор відділу організаційно-партійної роботи ЦК КПУ.
26 січня 1971 — 25 грудня 1973 року — заступник голови виконавчого комітету Львівської обласної ради депутатів трудящих.
28 листопада 1973 — 28 червня 1979 року — секретар Львівського обласного комітету КПУ з питань сільського господарства.
У червні 1979—1982 року — заступник голови Державного планового комітету Української РСР. З 1982 року — 1-й заступник голови Державного планового комітету Української РСР.
У 1992 — травні 1993 року — заступник міністра економіки України. 3 травня 1993 — 28 лютого 1994 року — 1-й заступник міністра економіки України. 28 лютого 1994 — 30 травня 1995 року — заступник міністра економіки України.
З 1995 року — на пенсії в місті Києві.